# Massa molecular
A massa molecular de uma substância é a massa de uma molécula dessa substância relativa à unidade de massa atômica u (igual a 1/12  da massa do isótopo carbono-12, 12C). Formalmente deve ser chamada massa molecular relativa devido a esta relação. O termo peso molecular (abreviatura: MW, do inglês molecular weight) é também usado para designar esta propriedade, embora tenda a cair em desuso, pois peso é uma força que varia com a gravidade.

## Cálculo da massa molecular
O cálculo teórico da massa molecular faz-se somando as massas atômicas dos átomos que formam a matéria. Por exemplo: a massa atômica do hidrogênio é 1,007947 u e do oxigênio é 15.99943 u; portanto, a massa molecular da água, de fórmula H2O, é (2 × 1,007947 u) + 15.99943 u = 18,01508 u. Uma molécula de água tem então 18.015324 u.
A massa molecular pode ser obtida experimentalmente através da espectrometria de massa. Nesta técnica, a massa de uma molécula é geralmente descrita como a massa da molécula formada por apenas os isótopos mais comuns dos átomos constituintes. Isto deve-se ao facto de a técnica ser suficientemente sensível às diferenças entre isótopos, mostrando então diversas espécies. As massas encontram-se listadas numa tabela isotópica específica, ligeiramente diferente dos valores de massa atómica encontrados numa tabela periódica normal. Isto não se aplica a moléculas maiores (como proteínas) em que é usada a massa molecular média (ou seja, com a contribuição dos diferentes isótopos) pois a probabilidade de encontrar diferentes isótopos do mesmo átomo aumenta com o maior número de átomos da molécula.

## Relação entre massa molecular e massa molar
A massa molar corresponde à massa de um mol (uma mole em Portugal) de entidades elementares (átomos, moléculas, íons, grupos específicos, partículas, etc). Desta forma, calcula-se a massa molar como o produto entre a massa molecular e a constante de Avogadro. O valor numérico é o mesmo, porém, a unidade de medida passa de unidade de massa atômica (u) para gramas por mol (g/mol). Para determinar-se a massa de um átomo ou molécula em gramas (g), divide-se o valor da massa molar pela constante de Avogadro.
Exemplo para uma substâncias composta:
- Massa molecular da água = 18,015 u;
- Massa molar da água = 18,015 g/mol;
- Massa de uma molécula de água = 2,99 x10-23 g;

Exemplo para uma substância simples:
- Massa atômica do sódio = 22,99 u;
- Massa molar do sódio = 22,99 g/mol;
- Massa de um átomo de sódio = 3,817 x10-23 g;

Um detalhe importante é que 1 mol de diferentes substâncias possui sempre o mesmo número de partículas. No entanto, a massa contida em 1 mol varia consideravelmente entre as substâncias.